# Lomatium congdonii
Lomatium congdonii  ist eine Pflanzenart aus der Gattung Lomatium innerhalb der Familie der Doldenblütler (Apiaceae). Dieser Endemit kommt nur im westlichen US-Bundesstaat Kalifornien vor und werden dort genannt englisch Congdon's lomatium, Mariposa desertparsley, Mariposa parsnip wird. Lomatium congdonii gilt als „potentiell gefährdet“ bzw. „selten, gefährdet oder bedroht (1B.2)“.

## Beschreibung

### Vegetative Merkmale
Lomatium congdonii ist eine ausdauernde krautige Pflanze, die Wuchshöhen von 18 bis 36 Zentimetern erreicht. Sie bildet eine Pfahlwurzel aus. Die oberirdischen Pflanzenteile sind blaugrün, kahl bis rau. Die Sprossachse ist sehr kurz und die Basis fibrös.
Die Laubblätter sind in Blattscheide, Blattstiel und Blattspreite gegliedert. Die haltbare, trockenhäutige Blattscheide umgibt den Blattstiel vollständig. Der Blattstiel ist 2 bis 6 Zentimeter lang. Die Blattspreite ist bei einer Länge von 6,5 bis 15 Zentimetern breit-länglich und dreiteilig bis fiederteilig. Ihre Blattsegmente sind bei einer Länge von 3 bis 10 Millimetern linealisch mit stachelspitzigen oberen Enden.

### Generative Merkmale
Auf einem 12 bis 30 Zentimeter langen Blütenstandsschaft befindet sich der doppeldoldige Blütenstand, der kahl bis rau ist. Es gibt 6 bis 16 3 bis 13,5 Zentimeter lange, aufsteigende Strahlen. Hüllchenblätter fehlen. Die Blütenstiele sind 6 bis 15 Millimeter lang. Die Kronblätter sind hellgelb.
Die kahle Doppelachäne ist bei einer Länge von 7 bis 10 Millimetern eiförmig bis verkehrt-eiförmig. Die „Flügel“ sind etwa halb so breit wie der Fruchtkörper. Normalerweise kommt pro Rippen-Zwischenraum ein Öl-Kanal vor.

## Vorkommen
Dieser Endemit kommt in Kalifornien nur in den Vorbergen der zentralen Sierra Nevada in den Countys Tuolumne und Mariposa vor. Es sind nur auf wenige Fundorte bekannt. Belege mit der Aufschrift Lomatium congdonii liegen auch aus dem nördlichen Kalifornien aus den Countys Siskiyou und Mendocino vor.
Lomatium congdonii wächst über Serpentingestein in Wäldern in Höhenlagen von 300 bis 1200 Metern.

## Taxonomie
Die Erstbeschreibung von Lomatium congdonii erfolgte 1900 durch John Merle Coulter und Joseph Nelson Rose in Contributions from the United States National Herbarium, Volume 7, Issue 1, Seite 232. Der Typusfundort liegt im West Water Ditch im Mariposa County und das Typusmaterial wurde unter der Nummer J. W. Congdon 114 im US National Herbarium hinterlegt. Das Artepitheton Lomatium congdonii ehrt den Rechtsanwalt Joseph Whipple Congdon, der entscheidende Beiträge in der Frühzeit der botanischen Erforschung Kaliforniens erbrachte und das Typusmaterial sammelte.
Ein Synonym für Lomatium congdonii J.M.Coult. & Rose ist Cogswellia congdonii (J.M.Coult. & Rose) M.E.Jones.